# 11月15日
11月15日是阳历一年中的第319天（闰年第320天），离全年的结束还有46天。

## 大事记

### 20世纪以前
- 655年：諾森布里亞王國軍隊在今英格蘭約克郡擊敗由麥西亞王國國王彭達率領的部隊。
- 1532年：法蘭西斯克·皮澤洛与埃尔南多·索托率领的征服者抵达卡哈馬卡城外，与印加帝國皇帝阿塔瓦爾帕会面。
- 1605年：英国天主教教徒盖伊·福克斯等人准备炸掉英国国会大厦的“火药阴谋”被发现。
- 1688年：奧蘭治親王威廉三世抵達英國德文郡布里克瑟姆，發動光榮革命推翻英格蘭國王詹姆斯二世。
- 1777年：北美殖民地13個創始州共同承認並遵守的美利堅合眾國第一憲法《邦聯條例》制定。
- 1864年：美国南北战争：聯邦軍將領威廉·T·薛曼焚毀亞特蘭大並發起從亞特蘭大到薩凡納的「薛曼向大海進軍」行動。
- 1889年：巴西陆军元帅德奧多羅·達·豐塞卡发起政变，推翻佩德罗二世，建立巴西第一共和国。

### 20世紀
- 1920年：國際聯盟依照《凡爾賽和約》成立後，41個國家代表在瑞士日內瓦威爾遜宮舉行首次全體大會。
- 1920年：但澤自由市建立。
- 1929年：镇江英租界被北伐军收回。
- 1939年：富兰克林·罗斯福立下杰斐逊纪念堂的奠基石。
- 1939年：日本军队登陆钦州湾，桂南会战爆发。
- 1942年：瓜達爾卡納爾海戰以美国海军的决定性胜利结束。
- 1946年：中华民国制宪国民大会在南京召开。
- 1955年：日本自由黨和日本民主黨合併成立自由民主黨，確立日本長期一黨執政的政治體制。
- 1955年：列宁格勒地铁的第一条路线基洛夫-維堡線开通。
- 1959年：兩名男子在美國堪薩斯州霍爾科姆謀殺了一戶人家；這個事件成為杜鲁门·卡波特的非虛構小說《冷血》的主題，也是真實犯罪類型的開山之作。
- 1966年：澳門一二·三事件事情起因开始发生。
- 1971年：美國英特尔公司发布了全球第一款民用微處理器4004。
- 1971年：中华人民共和国第一次派代表出席联合国大会。
- 1976年：《選擇月刊》正式創刊，每本定價1港元。
- 1983年：北賽普勒斯土耳其共和國成立。
- 1988年：巴勒斯坦全國委員會第19次會議在阿爾及利亞阿爾及爾闭幕，会议宣布建立巴勒斯坦国。
- 1988年：苏联首架航天飞机暴风雪号从哈萨克斯坦拜科努尔航天中心首次发射升空。
- 1990年：保加利亞人民共和國被终结，保加利亞共和國成立。
- 1999年：中国和美國签署关于中国加入世界贸易组织的双边协议。

### 21世紀
- 2002年：中共十六届一中全会选出新一届中共中央政治局常委，胡锦涛当选中国共产党中央委员会总书记。
- 2003年：中国女排获得世界杯女子排球冠军。
- 2005年：日皇明仁長女紀宮清子出嫁，放棄皇族身分。
- 2006年：日本北海道以北的俄屬千島群島海域發生芮氏規模8.1強震，日本對周邊區域發佈海嘯警報及注意報。
- 2006年：半島電視台英語頻道全球开播。
- 2008年：中国杭州地铁1号线湘湖站建设工地发生大规模坍塌事故，造成21人死亡。
- 2010年：中国上海胶州路718号胶州教师公寓发生特大火灾，造成58人遇难。
- 2011年：英国商人尼尔·海伍德在重庆南山丽景度假酒店离奇死亡，成为薄熙来案的导火索。
- 2012年：經中共十八屆一中全會之中央政治局常委選舉後，習近平接替胡錦濤當選中央委員會總書記和中央軍事委員會主席，成為最高領導人。
- 2016年：因在宣誓就职时加入誓词规定外的内容，梁頌恆和游蕙禎被取消香港立法會議員資格。
- 2016年：佳士得拍賣達文西的《救世主》，最終以4.5億美元售出，創下單一藝術品的最高拍賣價紀錄。
- 2020年：区域全面经济伙伴关系协定在越南河内签订。
- 2022年：根據聯合國發布的《2022年世界人口展望》，世界人口已突破80億。

## 出生
- 241年：曹髦，曹魏第四代皇帝（260年逝世）
- 1316年：约翰一世，名義上的法國、納瓦拉國王（1316年逝世）
- 1397年：尼各老五世，羅馬主教教宗（1455年逝世）
- 1498年：奥地利的艾蕾诺尔，法國王后（1558年逝世）
- 1559年：阿尔布雷希特七世，哈布斯堡王朝奧地利首席大公、布拉班特公爵、低地國家總督和至高無上的統治者（1621年逝世）
- 1708年：威廉·皮特，英國政治人物，曾任英國首相（1778年逝世）
- 1738年：威廉·赫歇爾，德裔英國天文學家、音樂家，被譽為「恆星天文學之父」（1822年逝世）
- 1776年：何塞·华金·费尔南德斯·德·利萨尔迪，墨西哥作家、新聞工作者（1827年逝世）
- 1784年：热罗姆·波拿巴，威斯特法倫王國國王（1860年逝世）
- 1793年：米歇尔·沙勒，法國数學家（1880年逝世）
- 1852年：陶菲克帕夏，埃及統治者（1892年逝世）
- 1858年：恩斯特·萬霍芬，德國動物學家（1918年逝世）
- 1862年：格哈特·霍普特曼，德國劇作家、詩人，1912年諾貝爾文學獎得主（1946年逝世）
- 1870年：哈里·科爾多，英屬印度陸軍軍官（1943年逝世）
- 1874年：奧古斯特·克羅，丹麥哥本哈根大學動物生理學系教授，1920年諾貝爾生理學及醫學獎得主（1949年逝世）
- 1882年：费利克斯·弗蘭克福特，奧地利猶太裔美國最高法院大法官（1965年逝世）
- 1885年：野尻抱影，日本英語文學學者、散文家、天文民俗學家（1977年逝世）
- 1886年：雷內·格農，法國哲學家、隱微論者（1951年逝世）
- 1887年：喬治亞·歐姬芙，美國女畫家（1986年逝世）
- 1891年：埃爾温·隆美爾，德國陸軍元帥，號稱「沙漠之狐」（1944年逝世）
- 1891年：W·埃夫里尔·哈里曼，美國第48任紐約州州長（1986年逝世）
- 1895年：歐嘉·尼古拉耶芙娜，俄羅斯帝國末代女大公（1918年逝世）
- 1905年：阿农齐奥·保罗·曼托瓦尼，義大利裔英國輕音樂家（1980年逝世）
- 1906年：柯蒂斯·李梅，美國空軍四星上將、參謀長（1990年逝世）
- 1907年：克劳斯·馮·施道芬堡，納粹德國陸軍上校，暗杀阿道夫·希特勒行動主要執行人之一（1944年逝世）
- 1912年：李鍝，云峴宫宗主（1945年逝世）
- 1918年：師昌緒，中國金属學家（2014年逝世）
- 1921年：班傑明·貝德森，美國物理學家（2023年逝世）
- 1922年：維農·德沃夏克，美國氣象學家（2022年逝世）
- 1923年：阮文高，越南作曲家、畫家、詩人、愛國人士，越南國歌《進軍歌》的作者（1995年逝世）
- 1927年：查爾斯·E·史波克，美國工程師（2022年逝世）
- 1929年：爱德華·阿斯納，美國男演員，美國影視演員工會前主席（2021年逝世）
- 1930年：J·G·巴拉德，英國小說家 （2009年逝世）
- 1931年：帕斯卡爾·利蘇巴，剛果共和國政治人物，第6任剛果共和國總統（2020年逝世）
- 1931年：姆瓦伊·齐贝吉，肯亞政治人物，第3任肯亞總統（2022年逝世）
- 1932年：阿爾文·普蘭丁格，美國基督教哲學家
- 1933年：雅各布·E·古德曼，美國幾何學家（2021年逝世）
- 1934年：馬丁·班格曼，德國政治人物（2022年逝世）
- 1935年：肝付兼太，日本男性聲優（2016年逝世）
- 1935年：馬哈茂德·阿巴斯，巴勒斯坦政治人物，現任巴勒斯坦國總統
- 1937年：耶佛·哥圖，美國演員（2021年逝世）
- 1942年：丹尼爾·巴倫博伊姆，阿根廷、以色列、西班牙三重國籍鋼琴家、指揮家
- 1946年：陳婉嫻，香港政界人物
- 1947年：比尔·理查森，美國政治人物，第30任新墨西哥州州長（2023年逝世）
- 1947年：朴勝泰，韓國女演員
- 1950年：伊耶·蘇米拉特，印尼男子羽球運動員（2025年逝世）
- 1952年：蘭迪·沙瓦吉，美國職業摔角選手、播報員（2011年逝世）
- 1952年：瑪莉哈·洛迪，巴基斯坦外交官
- 1954年：趙雅芝，香港女演員
- 1954年：亞歷山大·克瓦希涅夫斯基，波蘭共和國總統
- 1956年：黃坤明，中國政治人物，現任中國共產黨廣東省委員會書記
- 1956年：李世宏，中國京劇演員
- 1956年：史蒂芬·巴爾默，美國商人，前微軟公司執行長
- 1958年：姜育恆，韓國-台灣男歌手
- 1958年：几米，台灣画家
- 1958年：谷開來，中國北京開來律師事務所、昂道律師事務所前主任
- 1958年：真山亞子，日本女性聲優
- 1960年：苏珊娜·罗莎，德國演員（2012年逝世）
- 1967年：楊羚，香港演員
- 1967年：何寶生，香港演員
- 1967年：法蘭索瓦·奧桑，法國導演及編劇
- 1967年：古斯塔沃·普耶，烏拉圭足球運動員
- 1968年：金秀蘭，華裔美國物理學家（2016年逝世）
- 1969年：張崇基，香港歌手
- 1970年：柏特歷·麥保馬，喀麥隆足球運動員
- 1971年：傑·哈林頓，美國男演員
- 1972年：吳寶珠，越南數學家
- 1972年：約翰·李·米勒，英國男演員
- 1973年：賴瑞隆，臺灣政治人物，現任高雄市第八選區立法委員[1]
- 1974年：塞德里克·比爾代，法國男子手球運動員
- 1974年：吉米·戈麥斯，美國政治人物，現任眾議院議員
- 1974年：因格麗達·希莫尼特，立陶宛經濟學者、政治人物，現任立陶宛總理
- 1976年：張潔蓮，香港女演員
- 1977年：彼得·菲利浦斯，英國女王伊利莎伯二世皇孫
- 1979年：洪天照，台灣武打演員
- 1979年：趙小僑，台灣女演員、歌手
- 1979年：沈凌，中國主持人
- 1979年：徐曉冬，中國業餘綜合格鬥運動員
- 1979年：荷西美，西班牙足球運動員
- 1979年：布雷特·兰开斯特，澳洲男子自行車運動員
- 1980年：王秀琳，香港女歌手
- 1980年：徐佳琪，台灣藝人
- 1981年：蘿瑞納·歐秋雅，墨西哥女子高爾夫球運動員
- 1982年：平井理央，日本演员
- 1983年：蘇菲亞·迪·馬提諾，英國女演員
- 1983年：萨沙·帕夫洛维奇，蒙特內哥羅職業籃球運動員
- 1983年：費爾南多·貝爾達斯科，西班牙職業網球運動員
- 1984年：朱启南，中國男子射击運動員
- 1986年：萨尼娅·米尔扎，印度職業網球運動員
- 1986年：蔡明芳，香港女子組合Super Girls成員
- 1987年：蔡黃汝，台灣歌手
- 1987年：西村妮娜，日本AV女優
- 1987年：伊塞亞·奧斯邦尼，英國職業足球員
- 1988年：B.o.B，美國音樂家、音樂製作人
- 1989年：横山美雪，日本AV女優
- 1990年：本鄉奏多，日本男演員
- 1990年：羅莉克·斯洛積斯，荷蘭女子排球運動員
- 1991年：馬克西姆·科林，法國職業足球運動員
- 1992年：峯岸南，日本女藝人、YouTuber、女子偶像團體AKB48成員
- 1992年：崔佛·史托瑞，美国棒球运动员
- 1992年：奇雲·維馬，奥地利足球运动员
- 1993年：劉也，中國男子偶像團體R1SE成員
- 1993年：紗綾，日本女寫真偶像
- 1993年：保羅·戴巴拿，阿根廷職業足球員
- 1995年：布萊克·佩羅尼，美國游泳運動員
- 1995年：卡爾-安東尼·唐斯，美國籃球運動員
- 1996年：楊梓鑫，台灣男子偶像團體C.T.O成員
- 1999年：富田美憂，日本女性聲優
- 2000年：賢真，韓國女子偶像團體本月少女成員
- 2002年：沈載倫，韓國男子偶像團體ENHYPEN成員

## 逝世
- 前165年：玛他提亚，犹太独立运动领头人（生年不详）
- 551年：梁简文帝萧纲，南朝梁国皇帝（503年出生）
- 655年：彭达，麦西亚王国国王（生年不详）
- 1028年：君士坦丁八世，拜占庭皇帝（960年出生）
- 1136年：利奧波德三世，奥地利藩侯（1073年出生）
- 1280年：艾爾伯圖斯·麥格努斯，神圣罗马帝国神学家（1193年出生）
- 1579年：费伦茨·大卫，匈牙利宗教改革家（1510年出生）
- 1594年：马丁·弗罗比舍，英格兰探险家（1535年出生）
- 1630年：约翰内斯·开普勒，德国天文学家（1571年出生）
- 1670年：约翰·夸美纽斯，摩拉维亚弟兄会主教（1592年出生）
- 1706年：仓央嘉措，第六代达赖喇嘛（1683年出生）
- 1787年：克里斯托夫·格鲁克，德国作曲家（1714年出生）
- 1832年：讓-巴蒂斯特·賽伊，法国经济学家（1767年出生）
- 1853年：瑪麗亞二世，葡萄牙女王（1819年出生）
- 1908年：慈禧太后，咸丰帝妃子，同治帝生母，同治和光绪两朝皇太后（1835年出生）
- 1916年：亨利克·显克微支，波兰作家，1905年诺贝尔文学奖得主（1846年出生）
- 1917年：艾彌爾·涂爾幹，法國社會學家、人類學家（1858年出生）
- 1924年：難波大助，日本學生、共產主義者、革命家（1899年出生）
- 1939年：，美國教育家、法學家（1859年出生）
- 1949年：南度藍姆·高德西，印度激進民族主義者，刺殺聖雄甘地的刺客（1910年出生）
- 1959年：查爾斯·湯姆森·里斯·威爾遜，英國物理學家，1927年諾貝爾物理獎得主（1869年出生）
- 1970年：王进喜，中国钻井工人（1923年出生）
- 1971年：魯道夫·阿貝爾，蘇聯知名間諜（1903年出生）
- 1978年：瑪格麗特·米德，美國人類學家（1901年出生）
- 1983年：何才，千里達及托巴哥公務員、政治家，獨立後首任總督（1905年出生）
- 2002年：孫基禎，朝鮮日治時期男子馬拉松運動員（1912年出生）
- 2003年：林同炎，中國桥梁大师（1912年出生）
- 2005年：任仲夷，中国政治家（1914年出生）
- 2006年：荣高棠，中國體育界元老（1912年出生）
- 2007年：梁洪：中国人民武装警察部队副司令员（1946年出生）
- 2011年：王偉，香港演員（1939年出生）
- 2013年：格拉夫科斯·克萊里季斯，賽普勒斯共和國第4任總統（1919年出生）
- 2014年：呂西安·克雷爾格，法国摄影艺术家（1934年出生）
- 2015年：赫伯特·斯卡夫，美国经济学家（1930年出生）
- 2017年：利尔·皮普，美国饶舌歌手（1996年出生）
- 2018年：若列斯·亞歷山德羅維奇·梅德韋傑夫，俄羅斯農學家、生物學家、歷史學家、蘇聯持不同政見者（1925年出生）
- 2019年：傅正义，中国影视剪辑师（1925年出生）
- 2021年：胡里奥·卢戈，多明尼加職棒大聯盟游擊手（1975年出生）
- 2022年：金鐵霖，中國音樂家、歌唱家、聲樂教育家（1940年出生）
- 2023年：池田大作，日本作家、攝影師（1928年出生）
- 2023年：明學昌，緬甸政治人物（1954年出生）
- 2024年：崇仁親王妃百合子，日本皇族（1923年出生）
- 2024年：艾哈邁德·穆罕默德·馬哈茂德，索馬利蘭政治人物，前任索馬利蘭總統（1938年出生）

## 节假日和习俗
- 国际被囚作家日
- 东正教主降生斋期第一天
- 比利时：国王节
- 比利时（德语社区）：德语社区日
- 巴西：共和国建立日
- ：和平节
- 日本：七五三節，也常被視作日本兒童節
- 斯里蘭卡：植树节
- 巴勒斯坦：独立日
- 美国：废物回收日